# Лесли, Джон, 10-й граф Роутс
Генерал Джон Лесли, 10-й граф Роутс (англ. John Leslie, 10th Earl of Rothes; 1698 — 10 декабря 1767) — шотландский пэр, британский военачальник, который стал главнокомандующим Королевской ирландской армией в 1758—1767 годах.

## Происхождение
Родился в 1698 году. Старший сын Джона Гамильтона-Лесли, 9-го графа Роутса (1679—1722), и леди Джин Хэй (? — 1731), дочери Джона Хэя, 2-го маркиза Триддэйла (1645—1713), и леди Мэри Мейтленд (1645—1702).

## Биография
В 1715 году Джон Лесли был принял на службу в 9-й драгунский полк, а в 1717 году он был переведен в 3-й пехотный полк. В 1721 году Джон Лесли стал командиром 21-го пехотного полка.
9 мая 1722 года после смерти своего отца Джон Лесли унаследовал титулы 10-го графа Роутса и 10-го лорда Лесли (Пэрство Шотландии). В 1723—1734, 1747—1767 годах он дважды был шотландским пэром-представителем в Палате лордов Великобритании. В 1732 году он принял командование 25-м пехотным полком. В январе 1742/1743 года ему был присвоен чин генерал-майора. Он сражался в битве при Деттингене в 1743 году и, перейдя в конную гренадерскую гвардию, в битве при Року в 1744 году. В 1751 году он перешел в военный штаб в Ирландии, где получил звание генерал-лейтенанта. В 1753 году он был награжден Орденом Чертополоха. С 1756 года — член Тайного совета Ирландии. В 1758 году стал главнокомандующим британских войск в Ирландии. Его дом, Лесли-хаус в деревне Лесли, серьезно пострадал от пожара в 1763 году .
Лорд Роутс скончался 10 декабря 1767 года в Лесли-хаусе.

## Семья
В 1741 году он женился на Ханне Говард (? — 1761), дочери Мэтью Коула из Торпа (Норфолк), и его жены Бриттании Коул. У супругов было двое сыновей и две дочери:
- Джон Лесли, 11-й граф Роутс (19 октября 1744 — 18 июня 1773), старший сын и преемник отца.
- Достопочтенный Чарльз Лесли (1747 — 18 августа 1762)
- Джейн Элизабет Лесли, 12-я графиня Роуст (5 мая 1750 — 2 июня 1810), 1-й муж с 1766 года Джордж Рэймонд Эвелин (? — 1770), от брака с которым у неё был один сын, Джордж Уильям Эвелин-Лесли, 13-й граф Роуст. В 1772 году она вышла вторично замуж за сэра Лукаса Пипса, 1-го баронета (1741—1813), от брака с которым у неё было трое детей.
- Леди Мэри Лесли (29 августа 1753 — 21 марта 1799), в 1770 году она вышла замуж за Уильяма Кольера, 3-го графа Портмора (1745—1823)[3], от брака с которым у неё было семеро детей.

В июне 1763 года, после смерти своей первой жены, лорд Роутс женился на Мэри Ллойд (? — 7 сентября 1785), дочери Грешема Ллойда и Мэри Холт, которая после смерти Ллойда снова вышла замуж за Томаса Гамильтона, 7-го графа Хаддингтона (1721—1794), близкого родственника графа Роутса.